# Festín de Herodes en bronce

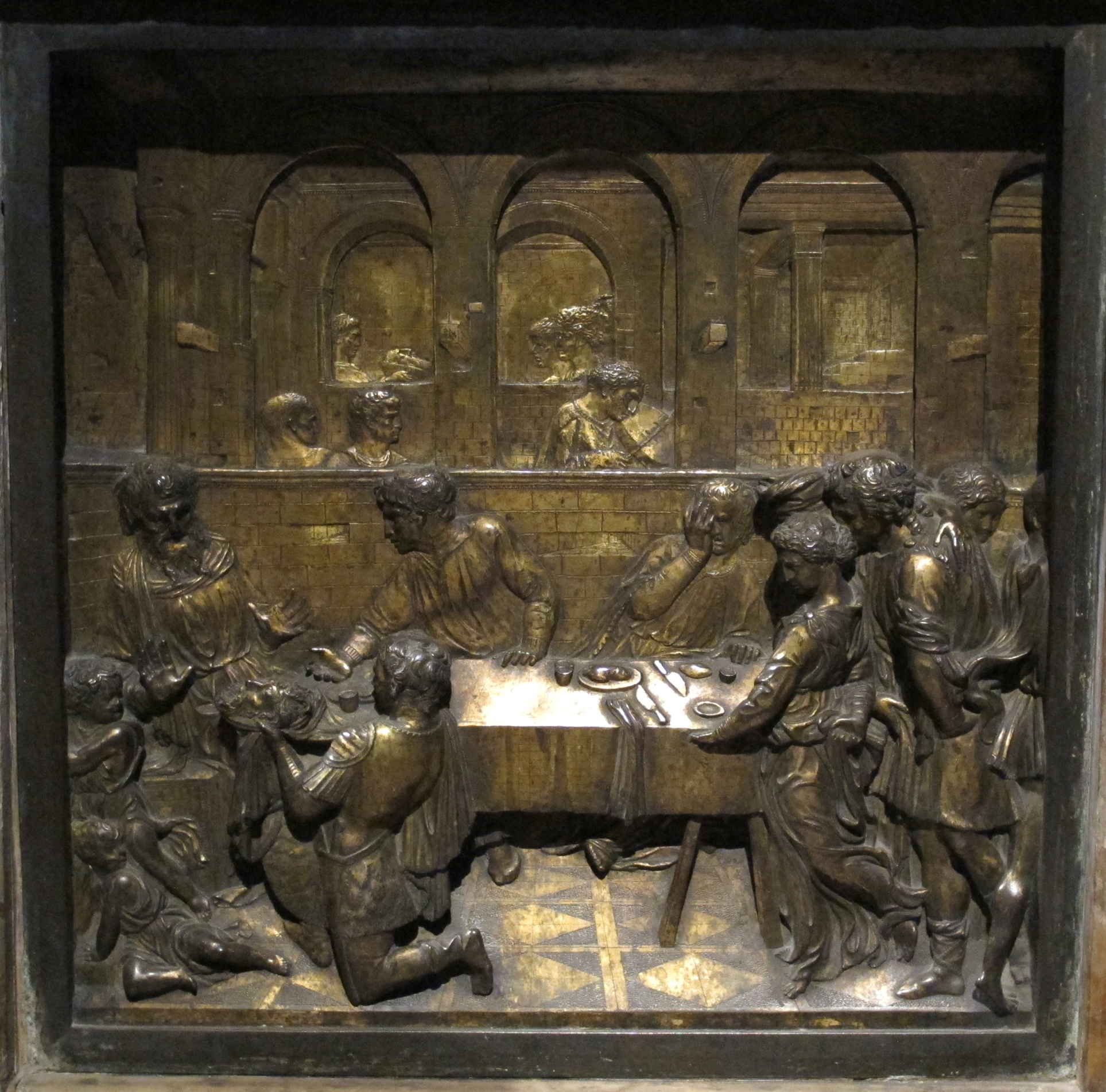
Festín de Herodes en bronce.

El Festín de Herodes es un relieve de bronce dorado realizado por Donatello entre 1423 y 1427, para la pila bautismal del Baptisterio de Siena, donde se encuentra. Es un cuadrado, que mide 60 cm por lado. El relieve está construido con la técnica del stiacciato.

## Historia
La pila bautismal del Baptisterio de la Catedral de Siena fue decorada por varios artistas entre 1416 y 1434. Donatello fue llamado en 1423, cuando estaba trabajando con los profetas de la torre del campanario de Giotto en Florencia y fue su primer gran encargo fuera de esta ciudad. También fue una señal tangible de cómo la fama del escultor había cruzado los límites de la ciudad y su trabajo vinculado a la realización en la mayoría de los materiales, como en mármol y en bronce.
Además de Donatello trabajaron en la elaboración de la pila bautismal otros escultores, como Lorenzo Ghiberti y Jacopo della Quercia. El encargo se completó en 1427, cuando los comitentes quedaron tan satisfechos con el resultado, que le pidieron la realización de las estatuillas de La Fe y La Esperanza, realizadas entre 1427 y 1429. 

## Descripción
El borde del relieve es muy simple y actúa como un passepartout, como si se tratara de una ventana abierta. La representación se ordena de acuerdo con la perspectiva lineal, con un punto de fuga en el centro de la representación. Pero a diferencia del relieve de San Jorge salva a la princesa, en este caso el centro está claro, con los personajes que se disponen alrededor en segundas líneas diagonales, creando un efecto de dinamismo. 
El panel muestra las tres etapas del banquete narrado por los evangelios de Mateo y Marcos. Según el relato bíblico Herodes Antipas, patriarca de Judea, vivía con Herodías, esposa de su hermano, provocando un gran escándalo e indignación. Por reprochar este adulterio Juan el Bautista, Herodes lo había puesto en prisión por incitación de su amante. Más tarde, durante un banquete, fue conquistado por la danza de Salomé, la joven y bella hija de Herodías, y le prometió darle como premio lo que ella deseara. Salomé entonces, impulsada por su madre, dijo que quería la cabeza del Bautista. Herodes, aunque contrariado, porque sabía la verdad de las palabras de Juan, ordenó que fuera decapitado y su cabeza entregada a Salomé.
El relieve de Donatello está organizado de acuerdo a un magistral uso del relieve, en tres planos, que se hacen visible a través de la apertura de los arcos en las paredes, creando una serie de aberturas consecutivas a modo de "telescopio". En los pilares que sustentan los arcos, su función es de gran importancia, determinando la dirección de la construcción espacial.
En el centro están los músicos que aluden a la danza de Salomé que acaba de finalizar. En la parte de atrás puede verse el criado que muestra la cabeza del Bautista a Salomé y a su madre, contra el telón de fondo de una escalera, lo que probablemente alude al palacio real. En primer término se celebra la acción principal, con un soldado-servidor que muestra una bandeja encima de la que se encuentra la cabeza de San Juan decapitado. Herodes, en el extremo derecho, se muestra horrorizado por esta visión, como elocuentemente lo demuestra la expresión de su cara y el gesto de rechazo con las palmas de las manos, como si reconociera de pronto su error. Incluso sus invitados están consternados por la visión, por ejemplo en el centro hacia la izquierda hay uno cubriéndose los ojos con la mano.
El pavimento a cuadros, determina la ubicación exacta de cada personaje en el primer plano. Donatello comprime en un nivel mínimo las figuras sobre el plano del fondo y poco a poco conforme avanza hacia la parte delantera, les proporciona a los demás el alto relieve a todos los del grupo derecho junto con el que porta la cabeza en una bandeja. 
Deja el espacio indefinido como era típico en la pintura flamenca.